# 데이터 단말 장치

DCE와 DCE 네트워크

데이터 단말 장치(Data terminal equipment)는 사용자의 정보를 신호로 변환하거나 수신한 신호를 재변환하는 종단 장비(end instrument)이다. 또한 DTE는 Tail Circuit라고 불리기도 한다. DTE 장비는 데이터 회로 종단 장비 (DCE)와 통신한다. DTE/DCE 분류는 IBM에 의해 소개되었다.

## 구성
토폴로지에 DTE를 단순히 추가하는 경우에는 상호접속 케이블의 양 끝은 두개의 다른 종류의 기기들(예를 들어, 허브, DCE)라고 고려된다. 동일 종류의 장비의 상호 접속할 경우에는 Ethernet을 위한 Crossover 케이블, RS-232를 위한 null 모뎀이 필요하다.
DTE는 데이터 송수신 장치 (Data Source and Sink)로 작동하고 데이터 통신 제어 기능이 링크 프로토콜에 따라 수행되는 것을 제공하는 데이터 단말(Data Station)의 기능 단위이다.
데이터 터미널 장비는 사용자들이 통신하기 위해 접속이 필요한 모든 요구 기능들을 수행하는 단일 장비이거나 많은 장비의 상호접속 부체계이다. 사용자는 (예를 들어 인간-기계 인터페이스)를 통해 DTE와 상호 작용한다.
일반적으로, DTE 장비는 터미널 (또는 터미널을 에뮬레이팅한 컴퓨터)이고, DCE는 모뎀이다.
DTE는 일반적으로 수 커넥터이고 DCE는 암 커넥터이다.
일반적인 룰은 DCE 장비는 클럭 신호 (내부 클럭)을 제공하고 DTE 장비는 제공되는 신호 (외부 클럭)에 동기화한다.
25핀 DTE 장비는 Pin 2에서 전송하고 Pin 3에서 수신한다. 25핀 DCE 장비는 Pin 3에서 전송하고 Pin 2에서 수신한다. 9핀 DTE 장비는 Pin 3에서 전송하고 Pin 2에서 수신한다. 9핀 DCE 장비는 Pin 2에서 전송하고 Pin 3에서 수신한다.

## 같이 보기
- 데이터 회선 종단 장치 (DCE)